# Eucalyptus odontocarpa
Eucalyptus odontocarpa är en myrtenväxtart som beskrevs av Ferdinand von Mueller. Eucalyptus odontocarpa ingår i släktet Eucalyptus och familjen myrtenväxter. Inga underarter finns listade i Catalogue of Life.